# Дигидропирофосфат натрия
Дигидропирофосфат натрия — неорганическое соединение, кислая соль щелочного металла натрия и пирофосфорной кислоты с формулой Na2H2P2O7, бесцветные кристаллы, растворимые в воде, образует кристаллогидрат.

## Получение
- Разложение при нагревании дигидрофосфата натрия:

{\displaystyle {\mathsf {NaH_{2}PO_{4}\ {\xrightarrow {160^{o}C}}\ Na_{2}H_{2}P_{2}O_{7}+H_{2}O}}}
- Нейтрализация раствора пирофосфорной кислоты разбавленным раствором гидроксида натрия:

{\displaystyle {\mathsf {H_{4}P_{2}O_{7}+2NaOH\ {\xrightarrow {}}\ Na_{2}H_{2}P_{2}O_{7}+2H_{2}O}}}
- Действие на насыщенный раствор пирофосфата натрия холодной концентрированной уксусной кислоты:

{\displaystyle {\mathsf {Na_{4}P_{2}O_{7}+2CH_{3}COOH\ {\xrightarrow {0-10^{o}C}}\ Na_{2}H_{2}P_{2}O_{7}+2CH_{3}COONa}}}

## Физические свойства
Дигидропирофосфат натрия — бесцветные кристаллы, умерено растворимые в холодной воде, разлагаются в горячей.
Образует кристаллогидрат вида Na2H2P2O7•6H2O.

## Химические свойства
- Кристаллогидрат при нагревании в вакууме теряет воду:

{\displaystyle {\mathsf {Na_{2}H_{2}P_{2}O_{7}\cdot 6H_{2}O\ {\xrightarrow {80^{o}C}}\ Na_{2}H_{2}P_{2}O_{7}+6H_{2}O}}}
- При нагревании медленно теряет воду превращаясь в другие фосфаты:

{\displaystyle {\mathsf {Na_{2}H_{2}P_{2}O_{7}\ {\xrightarrow {220-250^{o}C}}\ 2NaPO_{3}+H_{2}O}}}
{\displaystyle {\mathsf {2\,Na_{2}H_{2}P_{2}O_{7}\ {\xrightarrow {650^{o}C}}\ Na_{4}P_{2}O_{9}+H_{4}P_{2}O_{5}}}}
- Разлагается в горячей воде:

{\displaystyle {\mathsf {Na_{2}H_{2}P_{2}O_{7}+H_{2}O\ {\xrightarrow {100^{o}C}}\ 2\,NaH_{2}PO_{4}}}}
- Реагирует с щелочами с образованием нормальной соли:

{\displaystyle {\mathsf {Na_{2}H_{2}P_{2}O_{7}+2NaOH\ {\xrightarrow {}}\ Na_{4}P_{2}O_{7}+2\,H_{2}O}}}

## Применение
Дигидропирофосфат натрия широко применяется в различных сферах промышленности:
- в хлебобулочных изделиях в качестве источника кислоты для реакции с содой;
- в консервах из морепродуктов для сохранения цвета продуктов при стерилизации;
- в мясной промышленности для ускорения распада нитрита натрия и для удержания воды в готовом продукте;
- при производстве полуфабрикатов из картофеля для защиты от потемнения вследствие окисления.
- для удаления пятен при производстве кожи и меха;
- в молочной промышленности для очистки емкостей;
- в нефтяной промышленности;
- в косметической промышленности (краски для волос, зубные пасты и т.д.).